# Nitrica (Fluss)
Die Nitrica ist ein 51,4 Kilometer langer Zufluss der  Nitra im Westen der Slowakei. Sie fließt der Donau über die Waag zu.
Die Nitrica entspringt im Bergland der Strážovské vrchy zwischen den Bergen Homôľka (907 m) und Vápeč (956 m). Sie durchfließt den Stausee Nitrianske Rudno und verläuft in südlicher Richtung bis zu ihrer Mündung bei Partizánske.

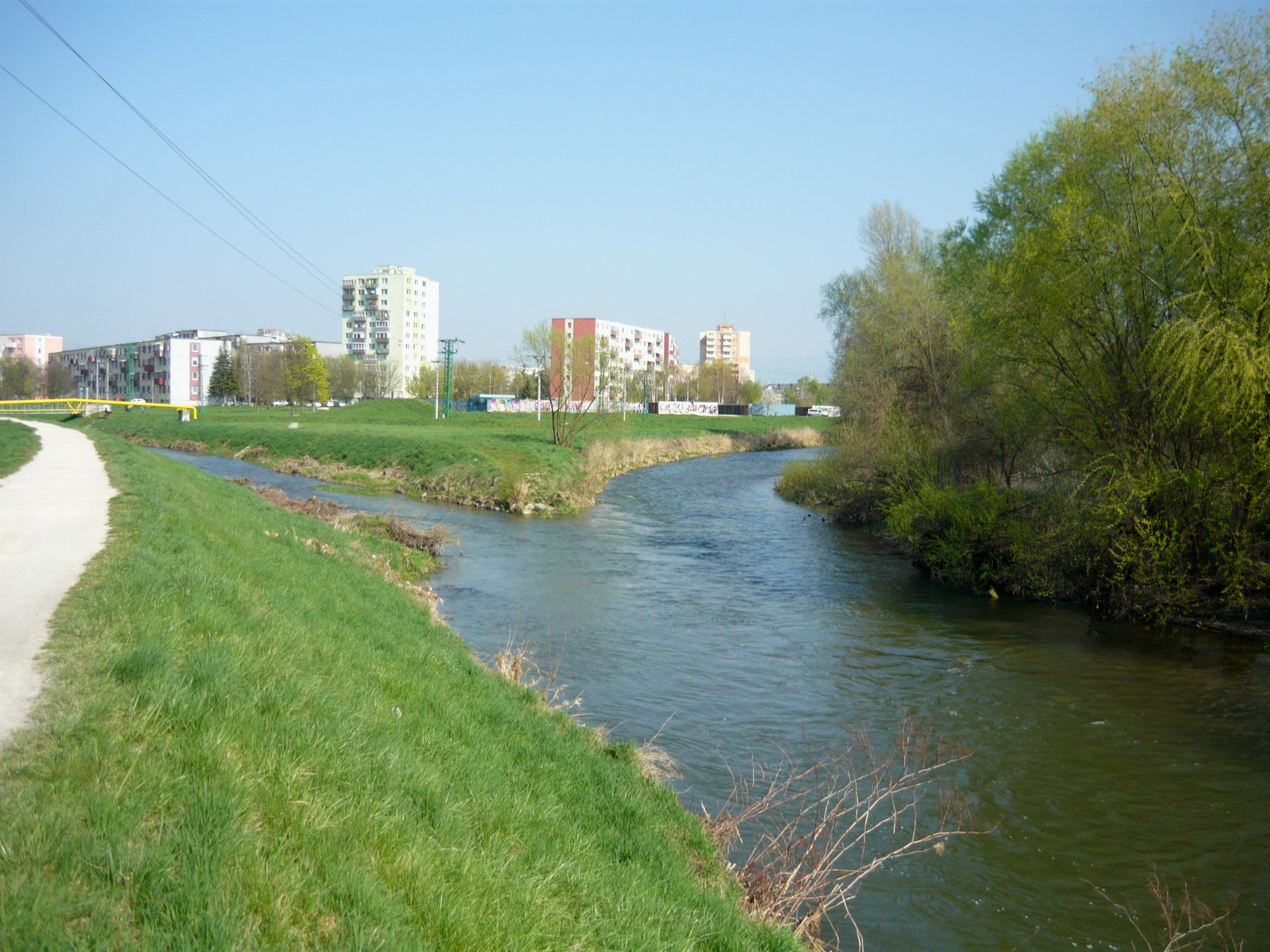
Zusammenfluss der Nitra und der Nitrica (links) in Partizánske